# Giulio Biglieri
Giulio Biglieri (L'Aquila, 9 ottobre 1911 – Torino, 5 aprile 1944) è stato un partigiano e bibliotecario italiano, medaglia d'Argento al valor militare alla memoria.

## Biografia
Fu arrestato dai fascisti per la prima volta a 21 anni e venne rinchiuso per qualche tempo nel carcere Regina Coeli a Roma. Scontata la condanna, raggiunse la famiglia, che nel frattempo si era trasferita a Novara. Nel 1940, tramite un concorso, ottenne un posto alla Biblioteca Nazionale di Torino.
Fu richiamato alle armi e combatté sul fronte albanese come capitano di complemento. Durante tale servizio, venne decorato con tre croci di guerra e proposto per la medaglia di bronzo al valor militare.
Durante l'armistizio Biglieri si trovava in Meridione ma decise di tornare nell'Italia settentrionale per combattere nella Resistenza Italiana. A stretto contatto con il Partito d'Azione e con il Partito Socialista, Biglieri compì numerose missioni fra Roma ed il Piemonte, soprattutto nel Novarese ed in Alta Val Sesia.
Nel 1944 Biglieri venne nuovamente arrestato ed incarcerato a Novara, dopo dodici giorni di prigionia riuscì a farsi liberare e scappò a Torino sotto falso nome. Qui si mise a disposizione del Comitato militare del CLN piemontese. Venne catturato dai fascisti pochi giorni dopo, assieme al Generale Giuseppe Perotti ed altri membri del CLN.
Biglieri venne sommariamente processato e condannato a morte: venne fucilato assieme ad altri sette compagni di lotta e combattenti per la libertà al Poligono di tiro Martinetto di Torino.

## Riconoscimenti
- A Giulio Biglieri è stata intitolata una via dal Comune di Torino dopo la Liberazione, nel quartiere Nizza Millefonti.
- Nell'omonima via è presente un circolo ARCI storico della città di Torino: il Circolo Arci G. Biglieri
- Gli è stata posta una targa a ricordo nella casa dove visse la propria gioventù, a Novara in Via Mazzini 13B[4]